# DJ BOBO
DJ BOBO，本名彼得·雷內·鮑曼（Peter René Baumann，1968年1月5日—），是瑞士創作歌手、繞舌
歌手、舞者和音樂製作人，其主要風格為男性饒舌結合女聲歌唱的歐陸舞曲。
目前他已在全球售出 1400 萬張唱片，並發行了 12 張錄音室專輯及幾張合輯，其中收錄他以前的熱門歌曲與重製版本。由他發行的 34 首單曲，在德語圈外的其他歐洲、中南美洲地區都創下歷史新高成績。
作為一名舞曲製作人，他的成名作為〈Somebody Dance with Me〉，其旋律取自羅克韋爾的〈Somebody's Watching Me〉。
1992 年至 2007 年間，他有 27 首單曲在瑞士和德國獲得暢銷音樂榜冠軍，因此成為瑞士最暢銷藝人而獲得十項世界音樂獎獎項。